# Зотиков, Василий Ансикритович
Василий Ансикритович Зотиков (1924—1991) — советский передовик производства, звеньевой колхоза «Юный Ленинец» Новосибирского района Новосибирской области. Участник Великой Отечественной войны. Герой Социалистического Труда (1971).

## Биография
Родился 14 января 1924 года в селе Верхотурье, Никольского уезда Вологодской губернии в семье крестьянина. 
После окончания семи классов Верхотурской сельской школы начал свою трудовую деятельность рядовым колхозником. 
С 1942 год добровольцем был призван в ряды Красной армии и направлен на фронт, участник Великой Отечественной войны в составе 754-го стрелкового полка 209-й стрелковой дивизии 36-й армии — красноармеец, снайпер 2-й стрелковой роты. Воевал на Забайкальском фронте, был ранен. За отличия во время войны был награждён орденом  Красной Звезды и медалями «За отвагу» и «За боевые заслуги».
С 1945 года после войны и демобилизации из рядов Советской армии, переехал вместе со своей семьёй в Новосибирскую область, стал жить и работать в посёлке Мичуринский Новосибирского района Новосибирской области. Устроился в  колхоза «Юный Ленинец» Новосибирского района и был назначен звеньевым полеводческой бригады. Под его руководством полеводческое звено колхоза «Юный Ленинец» вышло на передовые позиции в колхозе и районе по увеличению урожая картофеля, постоянно выполняя и перевыполняя планы по вопросам обеспечения государства сельскохозяйственной продукцией. 
29 мая 1950 года Указом Президиума Верховного Совета СССР «за получение высоких урожаев картофеля, волокна и семян льна-долгунца при выполнении колхозами обязательных поставок и контрактации по всем видам сельскохозяйственной продукции, натуроплаты за работу МТС в 1949 году и обеспеченности семенами всех культур в размере полной потребности для весеннего сева 1950 года» Василий Ансикритович Зотиков был удостоен звания Героя Социалистического Труда с вручением Ордена Ленина и золотой медали «Серп и Молот».
В последующем перешёл на работу в животноводческую сферу и начал работать животноводом в Опытно-производственном хозяйстве «Элитное» Новосибирской области. 
Скончался 10 июля 1991 года в посёлке Мичуринский, Новосибирского района Новосибирской области. 

## Награды
- Медаль «Серп и Молот» (29.05.1950)
- Орден Ленина (29.05.1950)
- Орден Отечественной войны 2-й степени (6.04.1985[3])
- Орден Красной Звезды
- Медаль «За отвагу»
- Медаль «За боевые заслуги» (30.08.1945[4])
- Медаль «За победу над Германией в Великой Отечественной войне 1941—1945 гг.»